# Enes Kubat
…
Enes Kubat (sinh 1 tháng 3 năm 1994) là một cầu thủ bóng đá Thổ Nhĩ Kỳ thi đấu cho Ankaragücü. Anh ra mắt Süper Lig ngày 12 tháng 2 năm 2012.